# Perverse prikkel
Een perverse prikkel is een neveneffect van een maatregel dat inhoudt dat personen door de maatregel worden verleid tot gedrag dat door de insteller van de maatregel als ongewenst wordt beschouwd. Het resultaat van een perverse prikkel is een pervers effect. Een pervers effect is een voorbeeld van een onbedoeld gevolg.
De term werd waarschijnlijk voor het eerst gebruikt door Edgar Allan Poe in het verhaal "The Imp of the Perverse". Overigens kan dit ook in andere sectoren dan de economie spelen. In meer alledaagse termen zegt men dat een beleid averechts werkt.
Dergelijke perverse prikkels ontstaan vaak doordat men alle mogelijke gevolgen van een actie niet voorzien heeft of hier niet over na heeft gedacht, of deze gevolgen heeft onderschat. Een kortetermijnvisie ligt hier tevens aan ten grondslag. Soms worden onbedoelde gevolgen wel degelijk voorzien maar sluit men hier om politieke redenen de ogen voor, bijvoorbeeld omdat de bezwaren afkomstig zijn van de oppositie of omdat men de leiders niet voor het hoofd wil stoten.
Zo kan bijvoorbeeld van een perverse prikkel worden gesproken bij het onderwijs als onderwijsinstellingen betaald worden per geslaagde kandidaat. Dit kan bedoeld zijn om de kwaliteit van het onderwijs te verbeteren, of wellicht om uitval te voorkomen, maar het heeft ook de perverse prikkel dat instellingen worden beloond voor het laten slagen van kandidaten die feitelijk onvoldoende gepresteerd hebben.
Een bekend voorbeeld van een perverse prikkel in de politiek is de armoedeval: Maatregelen die dienen om mensen met een gering inkomen te ondersteunen kunnen als perverse prikkel werken doordat ze mensen ervan afhouden hun inkomen te verbeteren. Een dergelijke perverse prikkel, waar een ondersteuning van mensen in een nadelige positie ze juist prikkelt om in die positie te komen of er niet uit te raken, kan ook op andere manieren voorkomen. Zo zou men de hypotheekrenteaftrek kunnen beschouwen als een perverse prikkel om een hoge hypotheek te nemen in plaats van een huis met eigen geld te financieren of een goedkoper huis te kopen.

## Voorbeelden
- De Franse koloniale heersers van Hanoi loofden een beloning uit voor iedere dode rat om het rattenprobleem aan te pakken. De bewoners gingen echter ratten fokken in plaats van vangen om het geld binnen te halen, waardoor het rattenprobleem verergerde.
- Veel regimes hanteren een zero-tolerancepolitiek jegens (vermeende) burgerlijke ongehoorzaamheid of rebellie, en reageren bij het minste of geringste met harde hand. Dit kan echter zoveel antipathie opleveren dat de bevolking zich massaal van de regering afkeert. Sommige bevrijdingsbewegingen provoceerden om die reden de regimes waartegen ze streden zelfs opzettelijk. Het Lon Nol regime in Cambodja loofde premies uit voor het hoofd van iedere gedode Rode Khmer. Het resultaat was dat regeringstroepen lukraak personen gingen onthoofden om de premie binnen te halen, zodat de sympathie voor de regeringstroepen verder daalde.
- Een te kwistig gebruik van antibiotica waarbij de kuur niet wordt afgemaakt kan leiden tot het ontstaan van (multi-)resistente bacteriën.
- Wanneer een ziektekostenverzekering wel de ziekenhuiskosten maar niet de preventiekosten vergoedt, kan dit ertoe leiden dat de mensen nou juist ongezonder gaan leven. Immers, preventie kost geld en als je in het ziekenhuis komt wordt dit toch vergoed.
- Belastingverhogingen kunnen een economie schaden doordat de belastingplichtigen minder bestedingsruimte overhouden of uitwijken naar andere landen. Hierdoor neemt in een later stadium de belastingopbrengst nou juist af.
- Het Roemeense Decreet 770 dat anticonceptie en abortus illegaal verklaarde, leidde aanvankelijk als beoogd tot een hoger geboortecijfer. Nadien daalde dit echter weer omdat vrouwen op allerlei manieren probeerden illegaal tot abortus en anticonceptie te komen, bovendien namen de vrouwen- en kindersterfte explosief toe. Toen het Decreet na de Roemeense Revolutie werd opgeheven, daalde het geboortecijfer nog verder.
- Wanneer iemand een strafrechtelijke veroordeling heeft gehad kan hij moeilijker aan werk komen en is het bovendien mogelijk dat hij in de gevangenis criminele contacten heeft opgedaan. Hierdoor is het goed mogelijk dat iemand opnieuw strafbare feiten gaat plegen. Naming and shaming, bijvoorbeeld bij veroordeelde pedoseksuelen, kan dit versterken.
- Financiële sancties en beloningen kunnen leiden tot een "crowding out" effect waarbij intrinsieke motiveringen (ethiek, arbeidsethos, nieuwsgierigheid) worden vervangen door extrinsieke economische motiveringen. Hierdoor zal men zich precies tegengesteld gedragen:
  - Voorbeeld van crowding out bij een sanctie: bij snelheidsovertredingen kan een boete ertoe leiden dat juist meer snelheidsovertredingen plaatsvinden, omdat men de boete incalculeert ("ik heb haast voor mijn belangrijke afspraak, die 100 euro boete kan ik wel missen").
  - Voorbeeld van crowding out bij een beloning: bonussen in het bedrijfsleven, bedoeld om prestaties aan te moedigen, kunnen ertoe leiden dat men deze als vast onderdeel van de beloning ziet in plaats van een niet juridisch afdwingbaar "extraatje". Wanneer de bonus om financiële of disciplinaire redenen gekort wordt, gaat vervolgens het prestatieniveau hard omlaag.
- Het intensief irrigeren van droge landbouwgebieden kan uiteindelijk tot verzilting van de bodem leiden, waardoor deze gebieden onbruikbaar worden.
- Het baseren van een budget van een project op eerdere uitgaven leidt ertoe dat men kwistiger wordt met uitgaven tot het moment dat de limiet van het budget (bijna) bereikt is ("er is immers nog budget"). Wanneer het budget bereikt is, wordt vervolgens om meer geld gevraagd omdat "het budget niet toereikend is", en dit wordt in praktijk vaak ook toegekend omdat met name bij lopende projecten het nog duurder is om de stekker eruit te trekken. Dit proces kan zich vervolgens telkens weer herhalen.
- Wanneer bij een verplichte ziektekostenverzekering boetes voor het onverzekerd zijn slechts worden opgelegd bij het alsnog aanmelden, zullen de onverzekerden zich nou juist niet gaan aanmelden. Ook bij te late belastingaangifte, of belastingfraude (bijvoorbeeld zwartsparen), kunnen sancties een drempel vormen om alsnog de juiste feiten aan te melden, waardoor de situatie langer doorgaat en escaleert. Inkeerregelingen zijn bedoeld om deze drempel weg te werken. Iets soortgelijks speelt bij insolventieprocedures; omdat dit in praktijk vaak (in continentale rechtsstelsels) de liquidatie van de onderneming betekent, wacht het bestuur hier vaak mee tot het laatste moment. Ook crediteuren zijn niet te happig op het aanvragen van faillissement, want door separatisten en preferente vorderingen is de kans vaak klein dat men nog iets terugziet. Hierdoor kan een insolventiesituatie onbedoeld verergeren waardoor inderdaad bij de meeste faillissementen de meeste crediteuren met (bijna) lege handen achterblijven.
- In 1696 voerde Engeland een belasting in gerelateerd aan het aantal ramen. De belasting was nivellerend bedoeld: rijken hadden grotere huizen met meer ramen, dus zouden meer belasting betalen. In praktijk leidde het juist tot grotere verschillen tussen arm en rijk omdat men, ook bij huizen voor laagbetaalden, minder ramen bouwde. Het resultaat was sombere donkere slecht geventileerde woningen.
- In de 19e eeuw loofden paleontologen in China een premie uit voor ieder fossiel. De Chinese koelies smeten de fossielen echter kapot zodat ze voor ieder stukje de premie konden claimen.
- Inconsistent belonen en straffen kan in een opvoeding averechts werken:
  - Een typisch voorbeeld is reageren op een kind dat telkens uit bed komt, bijvoorbeeld eerst door knuffelen en daarna met straf. Voor een kind is iedere aandacht, ook negatieve aandacht, een beloning. Het zal hierdoor nog vaker uit bed komen.
  - Hondenbezitters maken soms de fout om hun pup te straffen als hij na 10 keer roepen eindelijk komt, immers hij was maar liefst 9 keer ongehoorzaam. Voor de pup betekent dit echter dat die laatste keer gehoorzaamheid bestraft werd, dus hij zal nog slechter luisteren.
  - Docenten kunnen soms onbedoeld goede prestaties ontmoedigen en faalangst initiëren en hiermee prestaties ontmoedigen en een hekel aan school kweken. Een voorbeeld is het hardop voorlezen van proefwerkresultaten. Dit is uiteraard bedoeld om goede leerlingen in het zonnetje te zetten en zo goede prestaties aan te moedigen, maar het stigmatiseert eveneens leerlingen met lagere cijfers. Een ander veelvoorkomend voorbeeld is bij gym twee leerlingen aanwijzen die om beurten teamleden mogen kiezen; het zijn telkens dezelfde leerlingen die als eerste en als laatste gekozen worden.
- Prostitutie volledig verbieden kan leiden tot oncontroleerbare ondergrondse prostitutie met een verhoogd risico op mensenhandel, SOA's etc. Ook alcohol- en drugsverboden kunnen nadelige neveneffecten hebben.
- Als een bedrijf probeert om de bedrijfsresultaten te verhogen door op de personeelskosten te bezuinigen of zwaardere beoordelingscriteria in te voeren kan dit averechts uitpakken. Het personeel kan zich onderbetaald of ondergewaardeerd gaan voelen en daarom een andere werkgever zoeken. Het zijn juist de beste werknemers die snel ander werk vinden, zodat de kwaliteit van het werk daalt (braindrain) en het bedrijf alsnog hogere kosten moet maken door extern nieuw personeel aan te trekken. Een vacaturestop kan eveneens averechts werken doordat werknemers omwille van de door onderbezetting veroorzaakte werkstress vertrekken, waardoor het personeelstekort de continuïteit van het werk bedreigt.
- Overregulering kan averechts werken:
  - De directe en indirecte nalevingskosten vormen een marktbarrière. Dit kan leiden tot een oligopolie of zelfs monopolie, en beperking van het aanbod. Voorbeelden ziet men in de door de Grote Vier gedomineerde markt voor accountancy, en de door de Grote Drie gedomineerde markt voor kredietbeoordelaars. Daarbij kan het de efficiëntie van de dienstverlening belemmeren, en de prijs en toegankelijkheid nadelig beïnvloeden. Ook de wijze waarop huur- en arbeidsmarktregulering onbedoeld woningnood en werkloosheid kunnen bevorderen, zijn voorbeelden hiervan.
  - Te pedante of paternalistische regelgeving kan weerstand hiertegen oproepen en daarmee de drempel tot overtreding verlagen (weerstandstheorie). Een ludiek voorbeeld is de South Park aflevering Butt Out, waar roken op zodanige wijze ontmoedigd wordt dat het irritatie opwekt en de jongens nou juist tot roken aanzet. Een ander voorbeeld zijn de coronaparties in reactie op stringente lockdowns, en de kermisoproeren in reactie op het afgelasten van kermissen door stadsbesturen onder druk van kerkgenootschappen.
  - Bij een overdaad aan regelgeving wordt het vrijwel onmogelijk de wet niet te overtreden. Dit werkt ook willekeur in de hand, daar supervisors onmogelijk iedere overtreding kunnen bestraffen. Ook dit kan zakendoen ontmoedigen en aanbod nadelig beïnvloeden.
- perverse subsidies: wanneer de subsidies, bijvoorbeeld in de landbouw, visserij en bosbouw, fossiele brandstoffen, wegtransport, en water effecten hebben die aantoonbaar en significant nadelig zijn voor zowel de economie als het milieu.